# Myrmarachne platypalpus
Myrmarachne platypalpus este o specie de păianjeni din genul Myrmarachne, familia Salticidae, descrisă de Bradoo, 1980. Conform Catalogue of Life specia Myrmarachne platypalpus nu are subspecii cunoscute.